# Катажина Теодорович-Лісовська
Катажина Теодорович-Лісовська (пол. Katarzyna Teodorowicz-Lisowska; нар. 28 листопада 1972) — колишня польська тенісистка.
Найвищу одиночну позицію світового рейтингу — 198 місце досягла 16 травня 1994, парну — 111 місце — 23 травня 1994 року.

## Фінали ITF
| Турніри $50,000 |
| Турніри $25,000 |
| Турніри $10,000 |

### Одиночний розряд: 2 (2–0)
| Результат | Ранг | Дата           | Турнір             | Покриття | Суперниця            | Рахунок       |
| --------- | ---- | -------------- | ------------------ | -------- | -------------------- | ------------- |
| Перемога  | 1.   | 24 травня 1993 | Барселона, Іспанія | Ґрунт    | Марія Фернанда Ланда | 0–6, 6–3, 7–5 |
| Перемога  | 2.   | 1 вересня 1997 | Ольштин, Польща    | Ґрунт    | Петра Плачкова       | 6–4, 6–1      |

### Парний розряд: 27 (18–9)
| Результат | Ранг | Дата              | Турнір                          | Покриття   | Партнерка               | Суперниці                                | Рахунок       |
| --------- | ---- | ----------------- | ------------------------------- | ---------- | ----------------------- | ---------------------------------------- | ------------- |
| Перемога  | 1.   | 1 жовтня 1990     | Шибеник (місто), Югославія      | Ґрунт      | Сильвія Чопек           | Зденька Малкова Ева Мартінцова           | 6–7, 7–6, 7–6 |
| Перемога  | 2.   | 26 листопада 1990 | Ерд, Угорщина                   | Ґрунт      | Магдалена Фейстель      | Луціє Лудвіґова Гелена Вілдова           | 5–7, 6–4, 6–2 |
| Перемога  | 3.   | 27 травня 1991    | Катовиці, Польща                | Ґрунт      | Магдалена Фейстель      | Домініка Горецька Zuzana Witzová         | 6–0, 5–7, 6–1 |
| Перемога  | 4.   | 12 серпня 1991    | Ребек, Бельгія                  | Ґрунт      | Агата Верблінська       | Седа Норландер Сандра ван дер А          | 6–2, 5–7, 6–2 |
| Поразка   | 1.   | 2 вересня 1991    | Бад-Наугайм, Німеччина          | Ґрунт      | Агата Верблінська       | Гана Ґай Ева-Марія Шюргофф               | 6–7, 2–6      |
| Поразка   | 2.   | 16 березня 1992   | Сарагоса, Іспанія               | Ґрунт      | Агата Верблінська       | Мая Мурич Петра Рихтарич                 | 6–4, 4–6, 3–6 |
| Перемога  | 5.   | 23 березня 1992   | Сантандер, Іспанія              | Ґрунт      | Агата Верблінська       | Аманда Еванс Світлана Пархоменко         | 6–3, 6–3      |
| Перемога  | 6.   | 18 травня 1992    | Тортоса, Іспанія                | Ґрунт      | Марія-Фарнес Капістрано | Кетрін Берклей Мартіга Крга              | 4–6, 6–2, 7–5 |
| Перемога  | 7.   | 10 серпня 1992    | Сопот (Польща), Польща          | Ґрунт      | Маркета Штускова        | Джессіка Еммонс Марія Страндлунд         | 6–4, 6–2      |
| Поразка   | 3.   | 28 вересня 1992   | Солсбері (Меріленд), США        | Тверде     | Магдалена Фейстель      | Беверлі Бовіс Теммі Віттінгтон           | 5–7, 6–2, 0–6 |
| Перемога  | 8.   | 19 жовтня 1992    | Сан-Луїс-Потосі (штат), Мексика | Тверде     | Магдалена Фейстель      | Ісабела Петров Джолен Ватанабе           | 4–6, 6–4, 6–4 |
| Перемога  | 9.   | 24 травня 1993    | Барселона, Іспанія              | Ґрунт      | Агнесе Густмане         | Робін Модслі Шеннон Пітерс               | 7–6(7–2), 6–2 |
| Перемога  | 10.  | 12 липня 1993     | Дармштадт, Німеччина            | Ґрунт      | Магдалена Фейстель      | Лаура Гарроне Тіна Кріжан                | 4–6, 6–4, 7–5 |
| Перемога  | 11.  | 1 листопада 1993  | Vilamoura, Португалія           | Тверде     | Магдалена Фейстель      | Гала Леон Гарсія Ана Сегура              | 7–6(7–1), 6–2 |
| Перемога  | 12.  | 6 лютого 1994     | Кобург (місто), Німеччина       | Килим (i)  | Гелена Вілдова          | Івана Янковська Ева Меліхарова           | 6–2, 7–6      |
| Поразка   | 4.   | 8 травня 1994     | Сан-Луїс-Потосі (штат), Мексика | Тверде     | Мішелл Джексон-Нобреґа  | Лізель Губер Маріан де Свардт            | 6–4, 3–6, 4–6 |
| Перемога  | 13.  | 29 серпня 1994    | Марибор, Словенія               | Ґрунт      | Гелена Вілдова          | Адріана Барна Андреа Носай               | 7–5, 6–0      |
| Перемога  | 14.  | 12 вересня 1994   | Софія, Болгарія                 | Ґрунт      | Кароліна Шнайдер        | Петра Рацлавська Катержина Шишкова       | 6–1, 6–1      |
| Поразка   | 5.   | 27 лютого 1995    | Простейов, Чехія                | Тверде (i) | Ева Меліхарова          | Мартіна Хінгіс Петра Лангрова            | 6–7(4–7), 2–6 |
| Перемога  | 15.  | 12 червня 1995    | Битом, Польща                   | Ґрунт      | Теодора Недева          | Євгенія Куликовська Наталія Немчинова    | 6–2, 6–2      |
| Поразка   | 6.   | 10 липня 1995     | Ольштин, Польща                 | Ґрунт      | Катажина Малець         | Наталія Немчинова Марина Стець           | 2–6, 2–6      |
| Перемога  | 16.  | 22 липня 1996     | Росток, Німеччина               | Ґрунт      | Елізабет Габелер        | Деніса Хладкова Ева Мартінцова           | 6–4, 4–6, 6–1 |
| Поразка   | 7.   | 20 жовтня 1996    | Шяуляй, Литва                   | Килим (i)  | Анна Бєлень-Жарська     | Наталія Бондаренко Марина Стець          | 1–6, 4–6      |
| Поразка   | 8.   | 8 червня 1997     | Битом, Польща                   | Ґрунт      | Анна Бєлень-Жарська     | Катержина Крупова-Шишкова Яна Ондроухова | 4–6, 2–6      |
| Перемога  | 17.  | 14 червня 1998    | Кендзежин-Козьле, Польща        | Ґрунт      | Анна Бєлень-Жарська     | Мілена Неквапілова Гана Шромова          | 7–6, 6–1      |
| Поразка   | 9.   | 23 серпня 1998    | Валашке Мезиржичі, Чехія        | Ґрунт      | Анна Бєлень-Жарська     | Магдалена Кучерова Яна Поспішилова       | 3–6, 6–4, 6–7 |
| Перемога  | 18.  | 6 червня 1999     | Кендзежин-Козьле, Польща        | Ґрунт      | Анна Бєлень-Жарська     | Альона Бондаренко Валерія Бондаренко     | 5–7, 6–4, 6–1 |